# Brunellia macrophylla
Brunellia macrophylla är en tvåhjärtbladig växtart som beskrevs av Killip & Cuatrec.. Brunellia macrophylla ingår i släktet Brunellia och familjen Brunelliaceae. Inga underarter finns listade i Catalogue of Life.